# Československá basketbalová liga 1972-1973
La Československá basketbalová liga 1972-1973 è stata la 45ª edizione del massimo campionato cecoslovacco di pallacanestro maschile. La vittoria finale è stata ad appannaggio del Dukla Olomouc.

## Risultati

### Stagione regolare
|     | Squadra             | G  | V  | P  | PF   | PS   | Pt. | Qualificazione |
| --- | ------------------- | -- | -- | -- | ---- | ---- | --- | -------------- |
| 1.  | Dukla Olomouc       | 22 | 19 | 3  | 1996 | 1693 | 41  |                |
| 2.  | Slavia VŠ Praga     | 22 | 18 | 4  | 2104 | 1688 | 40  |                |
| 3.  | Zbrojovka Brno      | 22 | 17 | 5  | 2099 | 1822 | 39  |                |
| 4.  | Sparta ČKD Praga    | 22 | 14 | 8  | 1788 | 1815 | 36  |                |
| 5.  | Baník Prievidza     | 22 | 12 | 10 | 1615 | 1700 | 34  |                |
| 6.  | Bohemians ČKD Praga | 22 | 11 | 11 | 1619 | 1660 | 33  |                |
| 7.  | Pardubice           | 22 | 11 | 11 | 1760 | 1783 | 33  |                |
| 8.  | Inter Bratislava    | 22 | 9  | 13 | 1804 | 1883 | 31  |                |
| 9.  | Tatran Ostrava      | 22 | 8  | 14 | 1727 | 1751 | 30  |                |
| 10. | Baník Ostrava       | 22 | 7  | 15 | 1688 | 1750 | 29  | retrocesse     |
| 11. | Iskra Svit          | 22 | 4  | 18 | 1653 | 1920 | 26  | retrocesse     |
| 12. | Tatran Praga        | 22 | 2  | 20 | 1531 | 1911 | 24  | retrocesse     |

| Československá basketbalová liga 1972-1973 |
| ------------------------------------------ |
| Dukla Olomouc 1º titolo                    |

## Formazione vincitrice
| N° | Naz.                      | Ruolo | Sportivo       |  | Alt. |  |
| -- | ------------------------- | ----- | -------------- |  | ---- |  |
|    | Cecoslovacchia (bandiera) | A     | Jan Bobrovský  |  | 200  |  |
|    | Cecoslovacchia (bandiera) | C     | Zdeněk Kos     |  | 206  |  |
|    | Cecoslovacchia (bandiera) |       | Pavel Pekárek  |  |      |  |
|    | Cecoslovacchia (bandiera) |       | Zdeněk Hummel  |  |      |  |
|    | Cecoslovacchia (bandiera) |       | Dzurilla       |  |      |  |
|    | Cecoslovacchia (bandiera) |       | Dvořák         |  |      |  |
|    | Cecoslovacchia (bandiera) |       | Zezula         |  |      |  |
|    | Cecoslovacchia (bandiera) |       | Jelínek        |  |      |  |
|    | Cecoslovacchia (bandiera) |       | Fabula         |  |      |  |
|    | Cecoslovacchia (bandiera) |       | Hradec         |  |      |  |
|    | Cecoslovacchia (bandiera) |       | Šmihula        |  |      |  |
|    | Cecoslovacchia (bandiera) |       | Vaněk          |  |      |  |
|    | Cecoslovacchia (bandiera) |       | Votruba        |  |      |  |
|    | Cecoslovacchia (bandiera) |       | Unger          |  |      |  |
|    | Cecoslovacchia (bandiera) | All.  | Drahomír Válek |  |      |  |

## Fonti
- Ing. Pavel Šimák: Historie československého basketbalu v číslech (1932-1985), Basketbalový svaz ÚV ČSTV, květen 1985, 174 stran
- Ing. Pavel Šimák: Historie československého basketbalu v číslech, II. část (1985-1992), Česká a slovenská basketbalová federace, březen 1993, 130 stran
- Juraj Gacík: Kronika československého a slovenského basketbalu (1919-1993), (1993-2000), vydáno 2000, 1. vyd, slovensky, BADEM, Žilina, 943 stran
- Jakub Bažant, Jiří Závozda: Nebáli se své odvahy, Československý basketbal v příbězích a faktech, 1. díl (1897-1993), 2014, Olympia, 464 stran